# Isidora Vives
Isidora Vives (Concepción, 28 de septiembre de 2004) es una actriz mexicana. Es conocida por interpretar a Alicia Lascuraín y a Miranda Montiel en las telenovelas mexicanas de Mi corazón es tuyo y Si nos dejan respectivamente.

## Carrera
Vives inició su carrera como actriz en la telenovela de 2014 Mi corazón es tuyo. Durante el casting de la producción, realizó pruebas para otro personaje recurrente de la misma inicialmente, pero más tarde el productor de la telenovela Juan Osorio le dio el papel de «Alicia Lascuráin», el cual también llevó a cabo en la versión para teatro de la misma novela. Un año después obtiene otro papel secundario en la telenovela Despertar contigo. Luego de estar retirada de la televisión por motivos académicos y familiares regresó en 2021 a través de la producción mexicana-estadounidense de TelevisaUnivision Si nos dejan con el persoanje de Miranda el cual le valió dos premios Kids Choice Awards como mejor Actriz Favorita por dos años consecutivos (2021 y 2022). En 2022 participa en la webserie de CanelaTV Bocetos con el papel de Begoña y obtuvo el rol protagónico-antagónico en la telenovela Mi secreto donde interpretó el personaje de Natalia Moncada. Finalmente ese mismo año participa en la cinta 'Háblame de ti' interpretando a Mariana.

## Filmografía
| Año       | Título             | Rol                               | Notas                         |
| --------- | ------------------ | --------------------------------- | ----------------------------- |
| 2014-2015 | Mi corazón es tuyo | Alicia "Lichis" Lascuráin Diez    | Rol principal; 177 episodios  |
| 2016-2017 | Despertar contigo  | Rosalía                           | Rol recurrente; 118 episodios |
| 2017      | Señora Acero       | Elizabeth Acero                   | Rol recurrente; 33 episodios  |
| 2021-2022 | Si nos dejan       | Miranda Carranza Montiel "Enigma" | Rol principal; 83 episodios   |
| 2022      | Bocetos            | Begoña                            | Rol principal; 6 episodios    |
| 2022-2023 | Mi secreto         | Natalia Ugarte Moncada            | Rol principal; 120 episodios  |

### Películas
| Año  | Título        | Rol     | Notas        |
| ---- | ------------- | ------- | ------------ |
| 2022 | Háblame de ti | Mariana | Largometraje |

## Premios y nominaciones
| Premio                    | Año  | Categoría                              | Resultado |
| ------------------------- | ---- | -------------------------------------- | --------- |
| TV Adicto Golden Awards   | 2014 | Mejor actuación infantil femenina      | Ganadora  |
| Premios Bravo             | 2014 | Mejor revelación juvenil de televisión | Ganadora  |
| Kids Choice Awards México | 2021 | Mejor actriz favorita                  | Nominada  |
| Kids Choice Awards México | 2022 | Mejor actriz favorita                  | Nominada  |